# Uwe Hassler
Uwe Hassler (* 9. September 1963 in Waiblingen) ist ein deutscher Ökonom und Statistiker. Er ist Professor für Statistik und Methoden der Ökonometrie an der Johann Wolfgang Goethe-Universität Frankfurt am Main.

## Leben
Hassler studierte Mathematik und Volkswirtschaftslehre an der Freien Universität Berlin, wo er  am Institut für Statistik und Ökonometrie 1993 promoviert wurde und 1998 die Lehrbefähigung (Habilitation)  für Statistik und Ökonometrie erhielt. Nach Lehr- und Forschungsaufenthalten an  Universitäten in Münster, Madrid, München und Darmstadt nahm er 2003 den Ruf an die Goethe-Universität Frankfurt an. Er ist Associate Editor der Zeitschrift Advances in Statistical Analysis, war von 2005 bis 2013 Forschungsprofessor am Zentrum für Europäische Wirtschaftsforschung in Mannheim und leitete in der Vergangenheit die Ausschüsse für Neuere Methoden der Statistik der Deutschen Statistischen Gesellschaft und für Ökonometrie des Vereins für Socialpolitik. 
Hassler publizierte zahlreiche Artikel in international renommierten Fachzeitschriften hauptsächlich zum Thema Zeitreihenanalyse, insbesondere zu Zeitreihen mit langem Gedächtnis. Viele Publikationen sind auf MathSciNet von der American Mathematical Society verfügbar oder werden auf RePEc bereitgestellt.

## Veröffentlichungen
- Time Series Analysis with Long Memory in View, Wiley 2018, ISBN 978-1-119-47040-3[3]
- Statistik im Bachelor-Studium: Eine Einführung für Wirtschaftswissenschaftler, Springer Gabler 2018, ISBN 978-3-658-20965-0[4]
- Stochastic Processes and Calculus: An Elementary Introduction with Applications, Springer International Publishing 2016, ISBN 978-3-319-23427-4[5]
- mit Gebhard Kirchgässner und Jürgen Wolters: Introduction to modern time series analysis. 2. Auflage, Springer 2013, ISBN 978-3-642-33435-1[6]
- Stochastische Integration und Zeitreihenmodellierung, Springer 2007, ISBN 978-3-540-73567-0[7]
- Edition Rechenheft[8]